# دورة فرنسا المفتوحة 1975
قائمة بطولات دورة رولان غاروس لعام 1975:

## الكبار

### فردي رجال
بورن بورغ هزم  غواليرمو فيلاس, النتيجة:6-2, 6-3, 6-4

### فردي سيدات
كريس إيفيرت هزمت  مارتينا نافراتيلوفا, النتيجة:2-6, 6-2, 6-1

### زوجي رجال
براين غوتفرايد و راؤل راميريز هزما  جون أليكساندر و فيل دينت, النتيجة:6-2, 2-6, 6-2, 6-4

### زوجي سيدات
كريس إيفيرت و مارتينا نافراتيلوفا هزمتا  جولي أنتوني و أولغا موروزوفا, النتيجة:6-3, 6-2

### زوجي مختلط
فايوريلا بيونسيالي و توماز كوتش هزما  بام تيغواردن و جيمي فيلول, النتيجة:6-4, 7-6